# Suzana (futebolista)
Suzana Ferreira da Silva, ou simplesmente Suzana (Natal, 12 de outubro de 1973) é uma ex-futebolista brasileira que atuava como meio-campista.
Suzana foi a primeira potiguar a vestir a camisa da Seleção Brasileira Feminina e representar o Rio Grande do Norte em uma Copa do Mundo Feminina.

## Carreira
Suzana nasceu na Praia da Redinha, localizada em Natal/RN, e começou a jogar futebol aos 10 anos com o incentivo dos irmãos, onde se destacou jogando entre homens, em campo de várzea. Logo foi convidada a jogar no time de bairro da Cidade da Esperança (Natal/RN), depois atuou no ABC FC.
Suzana começou a carreira profissional no União da Cidade da Esperança de Natal, passou pelo Santa Cruz de Recife, SAAD de Campinas, até chegar no São Paulo Futebol Clube.
Ganhou o Campeonato Brasileiro, em 1998, jogando no time do São Paulo, onde atuou entre 1997 a 1999.
Em 1998, passou a compor o time da Seleção Brasileira Feminina. Suzana fez parte do elenco da Seleção Brasileira na Copa do Mundo de 1999, que conquistou o terceiro lugar; e nas Olímpiadas de Sydney, em 2000. Suzana seguiu na Seleção até 2005, e participou também de outras competições como a Copa América e as Olimpíadas e foi campeã sul-americana em 1998 e 1999.

### Títulos
São Paulo
- Campeonato Paulista: 1997[9] e 1999

- Campeonato Brasileiro: 1998